# Алёшин, Самуил Иосифович
Самуил Иосифович Алёшин (настоящая фамилия — Котляр; 8 [21] июля 1913, Замбрув, Царство Польское, Российская империя — 27 февраля 2008, Москва, Россия) — русский советский писатель и драматург, сатирик

, мемуарист.

## Биография
Родился в Замбруве в Царстве Польском (ныне в Польше) в еврейской семье. Родители — врач Иосиф Абрамович Котляр (1879—1927) и учительница Клара Самойловна Котляр (1880—1956) переехали в Москву в начале 1914 года.
В 1930 году поступил в Автотракторный институт, который в 1932 году был преобразован в Военную академию моторизации и механизации РККА. В 1935 году окончил промышленный факультет академии, работал в НАТИ, одновременно писал рассказы. В 1936 году был арестован брат Самуила Эммануил, а он сам исключён из комсомола за потерю бдительности.
Некоторое время слушал лекции в Вечернем литературном институте, затем брал консультации у Л. И. Тимофеева, с которым на всю жизнь сохранил дружеские отношения. Начал печататься в 1940 году. Во время Великой Отечественной войны был инженером танковых войск, находился на Сталинградском фронте. После войны продолжал работать в НАТИ, стал начальником лаборатории, защитил диссертацию. Занялся драматургией, первая поставленная пьеса — «Директор» (1950). В 1952 году уволился с работы, занимался литературным трудом.
Член СП СССР (1954).
Читал курс лекций «Мастерство кинодраматурга» на сценарном отделении Высших курсов сценаристов и режиссёров.
Похоронен в Москве на Востряковском кладбище.

## Семья
Жена — Зоя Алексеевна Любарская (1915—1989). Сын — Евгений Любарский (род. 1947), врач, живёт в Израиле.

## Награды
- два ордена Трудового Красного Знамени (в том числе 28.10.1967)
- орден Дружбы народов (22.8.1986)
- медали, в т. ч. «За победу над Германией в Великой Отечественной войне 1941–1945 гг.»

## Творчество
Первую пьесу («Мефистофель») написал в 1942 году. Одна из самых известных его пьес — «Всё остаётся людям», поставленная в 1959 году в ЛАТД имени А. С. Пушкина. В 1963 году по этой пьесе был снят одноимённый фильм. Николай Черкасов, исполнитель роли академика Дронова и в спектакле, и в фильме, в 1964 году был удостоен Ленинской премии.
В пьесе «Тогда в Севилье» (написана 1948, первоначальное название «Д. Ж.») драматург даёт оригинальнейшую версию легенды о Дон Жуане. Известен фильм-спектакль театра имени Вахтангова, в главной роли — С. С. Переладова.
В пьесе «Палата» (1962) подняты проблемы брака, отношения к смерти, а также политической опеки, исключающей необходимость принятия собственных решений. В пьесе «Дипломат» (1967) Алёшин обратился к первым годам существования советского государства, поставив в центр пьесы героя, прообразом которого был М. М. Литвинов, и его деятельность в Копенгагене. В пьесе «Другая» (1968) Алёшин обращается к проблеме мужчины между двумя женщинами и вторжения общественности в личную жизнь. В пьесе «Лестница» (1976) рассказывается об учёных-физиках и их столкновении с вопросами будничной жизни. В пьесе «Если…» (1978) Алёшин обращается к своей излюбленной среде — медикам — и показывает женщину, пошедшую на разрыв с любимым мужем, раскаивающуюся в этом, но познающую благодаря разлуке самоё себя. В пьесе «Тема с вариациями» (1979) снова изображён любящий человек и проблемы, стоящие перед ним. «Весь я не умру» (1989) — пьеса о М. А. Булгакове и И. В. Сталине. Автор воспоминаний «Встречи на грешной земле».
«Драматургии Алёшина присущи богатство конфликта, интенсивность действия и чёткость композиции; автор выступает в своих пьесах за бескомпромиссность правды, за полную самоотдачу человека. При этом ему не всегда удаётся воплотить свои же теоретические предпосылки в образах героев, действующих и говорящих согласно внутренним убеждениям». (В. Казак)

## Сочинения

### Драматургия
- Директор: Пьеса (1951).
- Человек из Стратфорда (1954)
- Одна: Драма (1956).
- Всё остаётся людям
- Каждому свое (1962; сюжет был использован в фильме «Жаворонок», 1964)
- Палата: Драма (1962).
- Мефистофель (1963)
- Главная роль: Драма (1964).
- Дипломат: Драма (1967)
- Другая (1968)
- Лестница (1976)
- Если… (1978)
- Тема с вариациями: Пьеса (1979)
- Восемнадцатый верблюд: Комедия. (1982)
- Следствие показало: Пьеса. (1984)
- Весь я не умру (1989)
- Тогда в Севилье (1948)

### Мемуары
- Встречи на грешной земле: воспоминания (2001)
- Очередные встречи на грешной земле и другое (2002)
- Дела театральные и другое (2004)

### Изданные сборники
- Пьесы. — М., 1958.
- Пьесы. — М., 1962.
- Шесть пьес. — М., 1968.
- Пьесы. — М., 1972.
- Если…и др.: Пьесы. — М., 1968.

## Известные постановки
- 1959 — «Всё остаётся людям». ЛАТД имени А. С. Пушкина. Роли исполняли: Дронов — Н. К. Черкасов, Вязьмин — П. А. Крымов, Морозов — И. О. Горбачёв
- 1963 — «Палата» ЛБДТ имени  М. Горького. Постановка Г. А. Товстоногова и Е. А. Лебедева. Художник В. Л. Степанов; композитор Я. И. Вайсбурд. Премьера состоялась 15 февраля

## Экранизации
- 1963 — Всё остаётся людям
- 1964 — Палата
- 1971 — Дон Жуан в Таллине
- 1978 — Тогда в Севилье